# Naissance en 1319
Naissance
- 1315
- 1316
- 1317
- 1318
- 1319
- 1320
- 1321
- 1322
- 1323

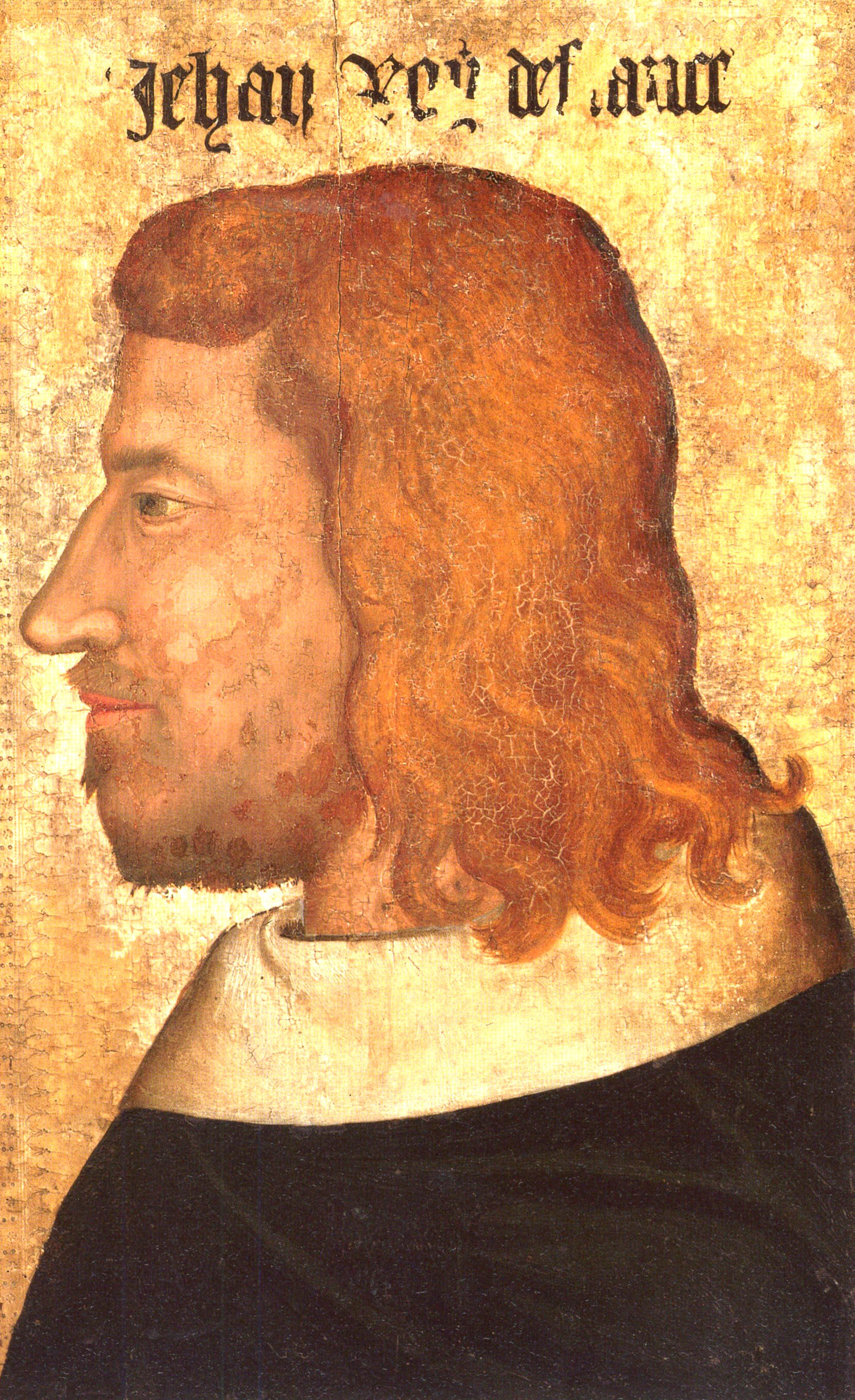
Jean II le Bon, né en 1319.

Cette page dresse une liste de personnalités nées au cours de l'année 1319  :
- 26 avril : Jean II le Bon, roi de France, second souverain issu de la maison capétienne de Valois.

- Niccolò da Montefeltro, militaire et condottiere italien.
- Étienne II de Bavière, duc de Bavière.
- Charles de Blois,  aussi appelé Blois ou bienheureux Charles de Blois, baron de Mayenne, seigneur de Guise puis, par mariage, comte baillistre de Penthièvre et duc baillistre de Bretagne.
- Jean de Bridlington, saint anglais.
- Pierre de La Jugie, dit le cardinal de Narbonne, archevêque de Saragosse, Narbonne et Rouen, puis cardinal de Sainte-Marie in Cosmedin.
- Hasan Kûtchek, véritable fondateur de la courte dynastie des Chupanides après la mort du sultan ilkhanide Abu Saïd.
- Kikuchi Takemitsu, général issu du clan Kikuchi de l'époque Nanboku-chō de l'histoire du Japon.
- Trần Hiến Tông, empereur du Đại Việt (ancêtre du Viêt Nam) et le sixième représentant de la dynastie Trần.

date incertaine (vers 1319)
- Philippe III de Namur, marquis de Namur.
- Mathieu II Visconti, co-seigneur de Milan.

## Crédit d'auteurs
- Cet article est partiellement ou en totalité issu de l'article intitulé « 1319 » (voir la liste des auteurs).